# Jeffrey Weise
Jeffrey James "Jeff" Weise (8. srpna 1988 – 21. března 2005) byl americký student ze střední školy v Red Lake v Minnesotě a neonacista. Dne 21. března 2005 zavraždil devět lidí a pět zranil. Poté spáchal sebevraždu. Po masakru se mu začalo přezdívat "Anděl smrti".
Byl členem místní neonacistické strany (LNSGP) a na internet přidával obrázky a videa burcující proti menšinám.

## Životopis

### Dětství
Jeffrey Weise se narodil v Minneapolisu v Minnesotě. Když mu byly tři roky, dala ho matka do péče otce. Ten se později znovu oženil. Podle příbuzných byla jeho druhá žena Joanne násilnická alkoholička a fyzicky a psychicky týrala Jeffreyho.
Jeffreyho otec spáchal sebevraždu zastřelením roku 1997, což na Jeffreym zanechalo psychické následky a začal trpět depresemi. V roce 1999 se Joanne Weisová stala účastnicí autonehody, při níž utrpěla poškození mozku. Před nehodou pila. Od té doby byl Jeffrey v péči otcova dědečka. Jeho deprese se vyhrotily pokusem o sebevraždu roku 2004. Musel proto podstoupit psychiatrické vyšetření.

### Středoškolák
Jeffrey brzy začal navštěvovat střední školu v roce 2003. Podle spolužáků nejraději kreslil obrázky znázorňující druhou světovou válku.
Byl mlčenlivým posluchačem a stranil se lidí. Učitelé ho však také popisovali jako líného. Často se stával terčem šikany, nejčastěji kvůli černému oblečení, které denně do školy nosil. Na jejich posměšky obvykle nereagoval a moc často se nerval. Přáteli a rodinou byl popisován jako fanoušek metalové hudby. Údajně měl rád skupiny Rammstein, Korn, Marilyna Mansona a Johna Lennona.
V březnu 2004 se však Jeffreyho chování zásadně změnilo. Při zpěvu americké státní hymny začal hajlovat. Byl poslán ke školnímu psychologovi, kterému vylíčil ultrapravicovou orientaci a obdiv k Adolfu Hitlerovi. Dne 20. dubna téhož roku byl Jeffrey vyloučen, aby přestal projevovat nacismus (vyhozen byl symbolicky právě na Hitlerovy narozeniny).

## Masakr
Dne 21. března 2005 přišel Jeffrey Weise ke svému spícímu dědečkovi s pistolí Ruger ráže .22 a ve spánku ho zastřelil. Není známo, kde pistoli získal, podle všeho ji však vlastnil již rok. Poté vzal pistoli Glock 23 a brokovnici Remington 12.
Poté ve 14:45 místního času (19:45 SELČ) přijel s dědovým autem ke střední škole, odkud byl před rokem vyhozen. Přišel k hlavnímu vchodu budovy, kde se setkal se dvěma neozbrojenými strážci, z nichž jednoho zastřelil, zatímco druhý utekl. Poté Jeffrey pokračoval na chodbu. Vstoupil do učebny angličtiny, kde zastřelil tři studenty a učitele a další tři studenty zranil. Poté začal Jeffrey zápasit s jedním žákem, který se ho pokusil zneškodnit. Ostatní studenti toho využili a utekli, brzy však Jeffrey zápas vyhrál (píchl studenta tužkou) a vydal se za uprchlíky. Jiný student, který neutekl, se postaral o raněného.
Asi v 14:52 se Jeffrey vrátil k hlavnímu vchodu, kde zabil dva studenty a další dva zranil. Poté se do budovy dostali policisté a zahájili přestřelku, která trvala asi čtyři minuty. Jeffrey nakonec ustoupil, protože byl postřelen do břicha a pravé paže. Nakonec zalezl pod lavici na chodbě, kde spáchal sebevraždu.
Ten den zemřelo 7 lidí, další 2 zemřeli v nemocnici. Jeffreyho činem se později inspirovali Charles Roberts, Čo Sung-hü, Peka-Eric Auvinen a Matti Juhani Saari.

## Jeffrey a internet
Podle okolí trávil Jeffrey obrovské množství času na internetu. Na stránky často ukládal obrázky zombie pod jménem Blades11. Napsal i internetovou knihu Přeživší mrtvý, který poukazuje o školním masakru z pohledu přeživší oběti, která se stává zombie. Děj je velice krutý a morbidní. Jeffrey text poslal na server Abovetopsecret.com.
Vytvářel také násilné flash animace a posílal je na internet (včetně společnosti Newgrounds), kde používal jméno Regret. Jedna z jím vytvořených internetových her Střelba do terče zobrazuje jednotlivce, který střílí do lidí, odpaluje granátem auto, vraždí člena Ku-Klux-klanu a nakonec si prohání kulku vlastní hlavou. Animace je doprovázená zvuky rychlé střelby.
Kritik z Newgrounds na Jeffreyho hru napsal, že hra je ubohá a že by se měl jít léčit, na což Jeffrey odpověděl: "Lol, ty zřejmě nepoznáváš rozdíl mezi fantazií a realitou. Tuhle věc jsem udělal z obdivu k násilí, tak nesuď moje duševní zdraví." Jeffrey na svém profilu v Newgrounds také napsal, že má rád dva filmy, Slon a Den nula, které se inspirovaly masakrem na Columbine High School.
Poté udělal video Klaun, ve kterém klaun utrhne hlavu mladému muži.
Jeffrey také posílal zprávy na internetové fórum Osvobozenecké nacionálně socialistické zelené strany pod jmény NativeNazi a Todesengel.
| „                                            | Následkem kulturní vlády a mezirasového míchání odchází na smrt každou minutou rasově čistý člověk. Tam, kde bydlím, umí míň jak 1 % svůj původní jazyk. Pod nacionálně socialistickou vládou by nám bylo lépe… | “ |
| — Jeffrey Weise na fóru neonacistické strany | |   |